# جیپ تریل‌هاوک
جیپ تریل‌هاوک (به انگلیسی: Jeep Trailhawk) یک خودروی مفهومی است که در سال ۲۰۰۷ در نمایشگاه بین‌المللی خودروی آمریکای شمالی رونمایی شد. طراحی آن موتور جلو-محور عقب و چهار چرخ محرک بوده وزن آن در حالت طبیعی ۳٬۹۰۰ پوند (۱٬۷۶۹ کیلوگرم) است. 